# Helen Gladstone

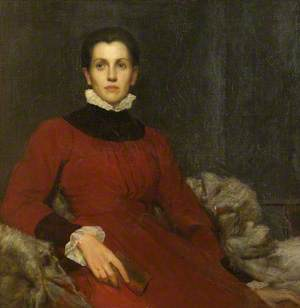
Retrato de Helen Gladstone feito por William Blake Richmond.

Helen Gladstone (Londres, 1849 - 19 de agosto de 1925) foi uma educadora britânica e vice-diretora do Newnham College em Cambridge. 

## Biografia
Gladstone nasceu em Londres e foi a última filha de William Gladstone. Helen percebeu quando sua irmã Mary propôs que ela se tornasse uma das primeiras alunas a estudar no Newnham College em Cambridge. Ela compareceu quando tinha 28 anos e estava longe de ser confiante. Ela era uma de 25 alunos. Ela decidiu não fazer os tripos, mas passou no exame superior.
Gladstone se tornou a assistente da primeira diretora, Anne Clough, quando ela concluiu seu curso. Ela se tornou vice-diretora da Newnham após Nora Sidgwick em 1892.
Em 1886, ela recusou a chance de uma carreira, pois poderia ter sido a primeira diretora do Royal Holloway College, mas decidiu cuidar de seus pais e não tinha certeza se eles queriam apenas "um Gladstone". Na verdade, ela não precisou se demitir de Newnham até 1896, pois nessa época seus pais precisavam de seus cuidados. Ela foi lembrada em Newnham por contar anedotas que freqüentemente mencionavam seu pai. Seus pais morreram em 1900.
Gladstone e Octavia Hill ajudaram a fundar o Women's University Settlement, localizado na Nelson Square em Southwark. Ela se tornou a segunda Warden, sucedendo Margaret Sewell em 1901. Esta iniciativa é agora conhecida como Blackfriars Settlement. Gladstone e outras nove mulheres fundaram o Settlement em 1887, após o estabelecimento de Toynbee Hall, a primeira de muitas organizações em comunidades carentes conhecidas como Settlement Movement. Ela desempenhou o papel até 1910.
Em 1922, a ex-empregada de sua ex-senhora, Auguste Schlüter, que havia mantido contato com a família Gladstone, publicou suas memórias.
Gladstone morreu em Hawarden em 1925.